# ITF Klosters
Das ITF Klosters (offiziell: W35 Klosters, zuvor  ITF Women’s Open Klosters und Swiss Tennis International Tour) ist ein Tennisturnier des ITF Women’s Circuit, das in Klosters, Schweiz ausgetragen wird. Es ersetzt das ITF-Turnier in der Lenzerheide, das nach 20 Jahren seinen Austragungsort wechselte.

## Siegerliste

### Einzel
| Jahr                   | Siegerin            | Finalgegnerin         | Ergebnis       |
| ---------------------- | ------------------- | --------------------- | -------------- |
| ↓ Kategorie: $25'000 ↓ |                     |                       |                |
| 2018                   | Miriam Kolodziejová | Isabella Schinikowa   | 5:7, 6:4, 6:1  |
| 2019                   | Julia Grabher       | Nathaly Kurata        | 6:1, 6:3       |
| 2020                   | abgesagt            | abgesagt              | abgesagt       |
| 2021                   | Ylena In-Albon      | Andreea Prisăcariu    | 6:3, 6:2       |
| ↓ Kategorie: W25 ↓     |                     |                       |                |
| 2022                   | Brenda Fruhvirtová  | Michaela Bayerlová    | 7:5, 7:5       |
| 2023                   | Lara Schmidt        | Kryszina Dsmitruk     | 6:3, 6:2       |
| ↓ Kategorie: W35 ↓     |                     |                       |                |
| 2024                   | Gina Feistel        | Jenny Dürst           | 6:79, 6:2, 6:1 |
| 2025                   | Katharina Hobgarski | Anastassija Gassanowa | 6:2, 7:62      |

### Doppel
| Jahr                   | Siegerinnen                           | Finalgegnerinnen                     | Ergebnis           |
| ---------------------- | ------------------------------------- | ------------------------------------ | ------------------ |
| ↓ Kategorie: $25'000 ↓ |                                       |                                      |                    |
| 2018                   | Oqgul Omonmurodova Ekaterine Gorgodze | Lucie Hradecká Yūki Naitō            | 6:2, 6:3           |
| 2019                   | Lisa Sabino Gaia Sanesi               | Leonie Küng Isabella Schinikowa      | 3:6, 6:1, [10:6]   |
| 2020                   | abgesagt                              | abgesagt                             | abgesagt           |
| 2021                   | Amina Anschba Anastasia Dețiuc        | Jenny Dürst Weronika Falkowska       | 3:6, 6:1, [10:3]   |
| ↓ Kategorie: W25 ↓     |                                       |                                      |                    |
| 2022                   | Miriam Bulgaru Brenda Fruhvirtov      | Tayisiya Morderger Yana Morderger    | 6:0, 6:1           |
| 2023                   | Paula Cembranos Sophie Lüscher        | Kryszina Dsmitruk Prarthana Thombare | 7:65, 3:6, [14:12] |
| ↓ Kategorie: W35 ↓     |                                       |                                      |                    |
| 2024                   | Jenny Dürst Nina Vargová              | Katharina Hobgarski Antonia Schmidt  | 6:2, 4:6, [10:8]   |
| 2025                   | Deborah Chiesa Lisa Pigato            | Jasmijn Gimbrère Ashley Lahey        | 6:0, 2:6, [10:6]   |

## Quelle
- Website von Tennis Klosters
- Klosters 2022 auf der Website der ITF